# Broadgate Tower
La Broadgate Tower (in italiano Torre Broadgate) è un grattacielo di Londra situato nel quartiere finanziario, la cosiddetta City. È stato costruito tra l'ottobre 2005 e il 2009 ed è stato progettato da Skidmore, Owings and Merrill.